# Pterolophia indica
Pterolophia indica är en skalbaggsart som beskrevs av Stefan von Breuning 1938. Pterolophia indica ingår i släktet Pterolophia och familjen långhorningar. Inga underarter finns listade i Catalogue of Life.